# Desi Barmore
Desi Barmore (in ebraico דזי בארמור‎?; Tuscaloosa, 22 maggio 1960) è un ex cestista statunitense naturalizzato israeliano.

## Carriera
Venne selezionato dai New York Knicks con la 12ª scelta del settimo giro del Draft NBA 1983 (151ª assoluta), ma non giocò mai nella NBA.
Con Israele ha partecipato ai Campionati europei del 1993.

## Palmarès
- Campione NIT (1983)
- Coppa di Israele: 1

Bnei Herzliya: 1994-95